# Ole Klemetsen
Ole Klemetsen (* 30. August 1971 in Stavanger) ist ein ehemaliger norwegischer Boxer.

## Boxkarriere
Ole Klemetsen gewann bei den Amateuren 1990 eine Bronzemedaille beim Weltcup in Indien, nachdem er unter anderem Bert Schenk besiegt hatte und im Halbfinale gegen Juan Carlos Lemus ausgeschieden war. Auch bei den Europameisterschaften 1991 in Schweden erkämpfte er eine Bronzemedaille. Nach Siegen gegen Robin Reid und Dragan Tomašević, verlor er im Halbfinale gegen Torsten Schmitz. Eine weitere Bronzemedaille gewann er bei den Weltmeisterschaften 1991 in Australien, als er gegen Raúl Márquez und Raymond Downey ins Halbfinale einzog und dort gegen Israjel Hakobkochjan unterlag.
1992 wurde er Nordeuropäischer Meister und startete bei den Olympischen Spielen 1992 in Spanien. Dort gewann er gegen Jorge Porley und Noureddine Meziane, ehe er im Viertelfinale an Robin Reid scheiterte.
Der 1,87 m große Normalausleger boxte von Oktober 1992 bis Juni 2001 bei den Profis und gewann 45 von 51 Kämpfen, davon 36 vorzeitig. Im Halbschwergewicht gewann er im Februar 1996 den WBC-International-Title und im Oktober 1997 den EBU-Europameistertitel. Im Mai 1998 boxte er um den IBF-Weltmeistertitel, verlor aber nach Punkten gegen Reggie Johnson. Beim Kampf um den IBA-Titel schlug er im Januar 2000 Thulani Malinga. Bei einem weiteren EBU-Kampf verlor er im April 2000 gegen Clinton Woods.